# Creoleon lugdunensis
Creoleon lugdunensis är en insektsart som först beskrevs av Charles Joseph de Villers 1789.  Creoleon lugdunensis ingår i släktet Creoleon och familjen myrlejonsländor. Inga underarter finns listade i Catalogue of Life.